# 大和冷機工業
大和冷機工業株式会社（だいわれいきこうぎょう、英: Daiwa Industries Ltd.）は、主に業務用冷蔵庫の製造、販売を行う日本の機械メーカーである。
本社は現在2本社体制で、大阪府大阪市天王寺区と東京都台東区にある。
東京証券取引所第1部と大阪証券取引所第1部に上場し、証券コードは6459番。

## 特色
スーパーマーケット、コンビニエンスストア、飲食店、花屋などの商店向けに大小様々な冷凍庫、冷蔵庫、製氷機、ショーケースの製造と販売を主幹とする。また、機器の取り付け工事や設置後のメンテナンスサービスも同社が引き受ける。

## 沿革
- 1958年 - 大阪市に大和冷機工業所を創業
- 1962年 - 株式組織に改組、代表取締役に尾﨑 茂就任[1]
- 1964年 - 業務用冷蔵庫の規格品製造販売開始
- 1979年 - 東京支社を霞が関ビルに移転し、東京本社と改称
- 1983年 - NHガラスを採用し、省エネ効果のあるショーケースの製造販売を開始
- 1985年 - 大証新二部上場
- 1989年 - 九州佐伯工場操業開始
- 1990年 - 大証二部へ上場
- 1991年 - 東証二部へ上場
- 1992年 - 関東大利根工場を新設
- 1997年 - 東証一部・大証一部へ指定替え
- 1997年 - 企業スピリットを表すキャラクターとして、「オルカ orca （シャチ）」[2]を採用する。
- 2001年 - 大阪市天王寺区に大阪本社を移転
- 2002年 - 尾崎茂が代表取締役会長に就任となり、尾崎敦史が代表取締役社長に就任。福岡県太宰府市に福岡工場を新設
- 2007年 - 縦型インバータ新シリーズ「エコ蔵くん」発売開始。ノンフロンのシクロペンタン発泡剤使用機種を発売開始
- 2009年 - 食器洗浄機「エコ洗くん」発売開始
- 2010年 - 東京本社を大和冷機秋葉原DRKビルに移転。業界初となるインバータ制御コールドテーブル「エコ蔵くん」発売開始
- 2013年 - インバータ制御のスライド扉業冷庫を販売開始。子会社の株式会社トーニチを吸収合併。

## 事業所[3]
- 大阪本社 - 大阪府大阪市天王寺区小橋町3番13号　大和冷機上本町DRKビル
- 東京本社 - 東京都台東区台東2丁目4番3号　大和冷機秋葉原DRKビル
- 福岡工場 - 福岡県太宰府市北谷206
- 佐伯工場 - 大分県佐伯市大字長良3325番地6号
- 関東大利根工場 - 埼玉県加須市

他、19営業部、202営業所、9法人営業部、法人営業課22ヶ所、厨房課2ヶ所、店舗厨房部19ヶ所、サービスセンター19ヶ所、配送センター3ヶ所（2015年6月現在）

## 主な取引先
- 各種飲食店、酒販店、生花店、和洋菓子店、食料品販売店、ホテル・旅館・結婚式場、食品・飲料メーカー、物流産業、学校・病院・福祉施設、官公庁、一般企業

## 製品の一覧
- 詳細は[4]を参照。

### 2013年の主な製品
- ブラストチラー／ショックフリーザー
- スライド扉冷蔵庫
- 低温保存庫
- 食器洗浄機　エコ洗くん

### 2014年の主な製品
- エコ蔵くん
- スライド扉冷蔵庫
- ブラストチラー／ショックフリーザー
- 製氷機

## 企業理念
- 基本方針

「創造し、計画し、確実に実行する経営」 
- 経営理念

「社会の繁栄に貢献する」

## 役員[5]
- 代表取締役社長 - 尾崎敦史
- 取締役副社長 - 尾﨑雅広
- 専務取締役 - 杉田壽宏
- 常務取締役 - 工藤哲郎
- 取締役（社外）- 出納美宏
- 取締役（社外）- 添田千夏
- 取締役（社外）- 中西美里
- 取締役（社外）- 峠田晃宏
- 取締役（社外）- 古谷英司

コンプライアンス（法令順守）
- 「顧客へのサービスの充実」や「従業員の待遇充実」を掲げて、従業員に対し労働基準監督署への「内部告発」を推奨している。
- 都市銀行や地方銀行からの借金がない無借金経営を続ける。（2024年時点）

## 環境への取り組み（佐伯工場）
- 詳細は環境への取り組み　佐伯工場環境方針を参照。
- 1.環境関連法規制等の順守
- 2.環境目的及び目標の設定と達成

## 備考
- 工場がある大分県佐伯市には「新大和冷機工業株式会社」という会社があった（後の「レイキ株式会社」、2000年破産）が、これは大和冷機工業からスピンオフしたものである。